# Bernhard von Arx
Bernhard von Arx (* 15. März 1924 in Zürich; † 27. September 2012 in Richterswil) war ein Schweizer Schriftsteller.

## Leben
Bernhard von Arx studierte Jurisprudenz, Germanistik, Geschichte und Didaktik an der Universität Zürich. Nach der Promotion zum Dr. phil. arbeitete Bernhard von Arx als Gymnasiallehrer in Zürich. Während vieler Jahre war er Dozent an der Volkshochschule Zürich und ständiger Lehrbeauftragter für Deutsch-Didaktik an der Universität Zürich. Bekannt wurde Bernhard von Arx mit diversen Radio- und TV-Produktionen in den 1960er-Jahren, unter anderem für das Schweizer Fernsehen.
Ab 1980 hatte er sich vermehrt dem historischen Roman und dem Schreiben von Hörspielen und Drehbüchern gewidmet. Bernhard von Arx war Vater von drei Kindern und lebte in Richterswil.

## Werke

### Bücher
- Novellistisches Dasein. Spielraum einer Gattung in der Goethezeit. Atlantis, Zürich 1953
- Der Fall Karl Stauffer. Chronik eines Skandals. Hallwag, Bern 1969
- Fremdling im eigenen Haus. Roman. Steinhausen, München 1980
- Karl Stauffer und Lydia Welti-Escher. Chronik eines Skandals. Zytglogge, Gümligen 1992
- Marie Barmettler oder Der Sinn. Historischer Roman. Weltwoche-ABC, Zürich 1997
- Die versunkenen Dörfer. Ferdinand Keller und die Erfindung der Pfahlbauer. Unionsverlag, Zürich 2004
- Konfrontation. Die Wahrheit über die Bourbaki-Legende. Verlag Neue Zürcher Zeitung, NZZ Libro, Zürich 2010, ISBN 3-03823-618-7

### Theaterstücke
- Nacht und Morgen, Zürich 1978
- Der arme Konrad, Zürich 2000

## Film
- Der Fall Karl Stauffer-Bern, Dokumentarfilm über Werk und Schicksal von Karl Stauffer-Bern in Doppelregie mit Gaudenz Meili, 1968[2]

## Auszeichnungen
- 1968: Verdienstkreuz der polnischen Exilregierung in London
- 1970: Preis der STEO-Stiftung Zürich
- 1981: Preis der Schweizer Schillerstiftung